# Route européenne 551
Pour les articles homonymes, voir E551 et Route 551.
La route européenne 551 est une route reliant České Budějovice à Humpolec.